# Дронго прирічний
Дронго прирічний (Dicrurus sharpei) — вид горобцеподібних птахів родини дронгових (Dicruridae). До 2018 року вважався підвидом прямохвостого дронго (Dicrurus ludwigii).

## Назва
Вид названо на честь британського орнітолога Річарда Боудлера Шарпа (1847—1909).

## Поширення
Вид поширений в Західній та Центральній Африці від Нігерії до Західної Кенії.